# 西班牙航空

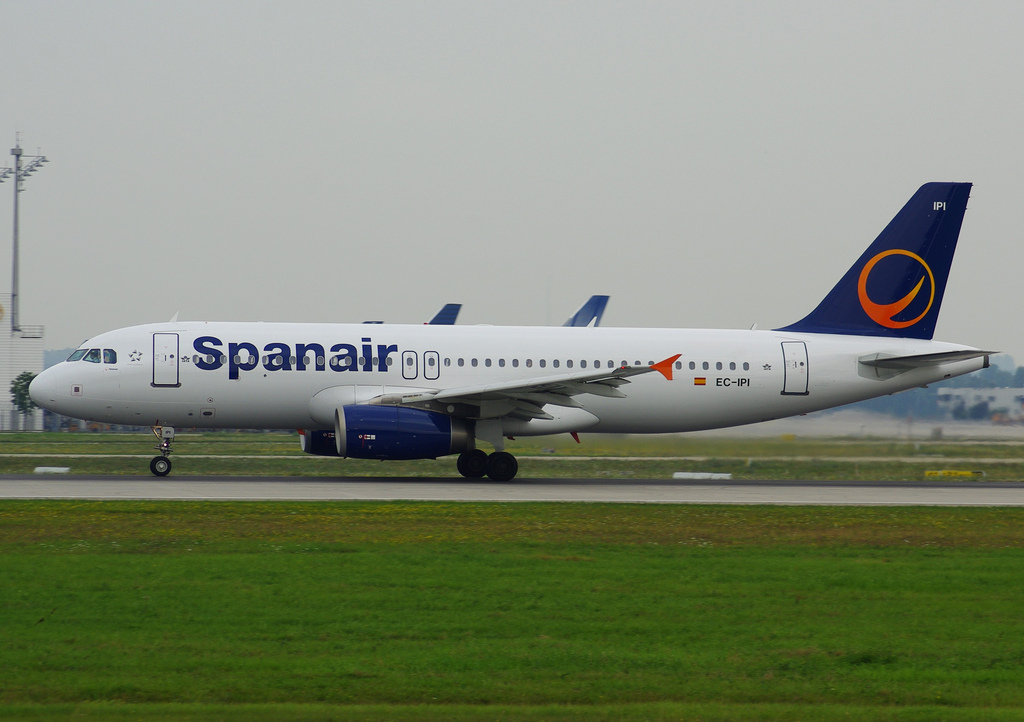
西班牙航空的空中巴士A320

西班牙航空（Spanair，在法律上以西班牙語所稱的名義註冊）是西班牙的全服務航空公司，基地位於巴塞隆納附近的略夫雷加特河畔奥斯皮塔莱特，在2009年前是北歐航空集團的子公司，結業前持有約11%股份。西班牙航空不但經營西班牙國內以及歐洲的定期航班，也提供往西非的航班。航空公司僱用了3,161人，以巴塞隆納機場為基地，馬德里巴拉哈斯國際機場和馬略卡頌聖若安機場為重點城市，2003年加入星空聯盟。该航空公司于2011年1月15日陷入了财政危机，其后加泰罗尼亚政府决定向航空公司提供1050万欧元的援助贷款以援助西班牙航空。尽管如此，在与卡塔尔航空的注资救援谈判失败后，西班牙航空于2012年1月27日宣佈結業。

## 歷史
西班牙航空於1986年成立，1988年3月開始運作，是北歐航空與Viajes Marsans的合資企業，提供前往歐洲的非定期航空服務。1991年開通往美國、墨西哥和多明尼加共和國的航線，1994年開設西班牙國內航線，並於2003年5月1日加入星空聯盟。
公司成立初期，北歐航空集團佔有94%股份，在2007年6月13日集團宣佈把公司股份出售。由於出售的價格未能反映現實價格，此計劃在2008年6月19日取消。2009年1月30日，有加泰隆尼亞的投資集團以1歐元競投西班牙航空，此競投最終被接受，北歐航空集團退下火線成為小股東。
2009年西班牙航空應公眾要求設計新的品牌標識。6月，西班牙航空為其機隊塗上新的塗裝。
西班牙航空的最後幾年陷入財政困難，在與卡達航空的注資救援談判失敗後，西班牙航空於2012年1月27日宣佈結業。西班牙發展部大臣稱政府可能因沒有適當提前通知結業為由，會對西班牙航空罰款900萬歐元。受西班牙航空結業影響，北歐航空集團的資產帳面減少了17億瑞典克朗（2.51億美元）。西班牙航空所有航班停止營運，但並沒有說是否打算破產。

## 機隊
西班牙航空結業前的機隊如下：

## 事故
- 2008年8月20日14:45（CEST）一架西班牙航空的麦道-82客机在从马德里巴拉哈斯机场飞往加那利群岛拉斯帕尔马斯起飞时冲出跑道造成154人丧生。

## 外部連結
- Spanair （页面存档备份，存于） （英文）/（西班牙文）/（文）
- SAS Group（页面存档备份，存于） （英文）
- Spanair MD-82 crash - August 20th 2008 （页面存档备份，存于） - Investigation and photos